# Павлоградська загальноосвітня школа № 7
Ліцей №7 Павлоградської міської ради — україномовний ліцей у місті Павлоград Дніпропетровської області.

## Загальні дані
Ліцей №7 Павлоградської міської ради розташований за адресою: вул. Комарова, 7А, м. Павлоград (Дніпропетровська область) — 51400, Україна.
Директорка закладу — Пивоварова Юлія Миколаївна вчителька історії вищої категорії, вчитель-методист.
Мова викладання — українська.

## Історія
Освітній заклад був заснований у лютому 1971 року. У 2001 році ліцей прийняв статут україномовного. До 2022 року ліцей мав статус навчального закладу І-III ступенів
Директорами школи були: 1971-1973 Диментій М. І.; 1973-1978 Рубштейн Л.; 1978-1986 Шамне Л. І.; 1986-1998 Золотарьов А. П.; 1998-2009 Копитько Л. М.; з 2009 р. Пивоварова Ю. М.